# Клінтон (Небраска)
Клінтон (англ. Clinton) — селище (англ. village) в США, в окрузі Шерідан штату Небраска. Населення — 38 осіб (2020).

## Географія
Клінтон розташований за координатами 42°45′35″ пн. ш. 102°20′52″ зх. д. / 42.75972° пн. ш. 102.34778° зх. д. (42.759720, -102.347883).  За даними Бюро перепису населення США в 2010 році селище мало площу 0,24 км², уся площа — суходіл.

## Демографія
Згідно з переписом 2010 року, у селищі мешкала 41 особа в 19 домогосподарствах у складі 13 родин. Густота населення становила 169 осіб/км².  Було 21 помешкання (86/км²).
Расовий склад населення:
| - 75,6 % — білих - 2,4 % — корінних американців - 2,4 % — чорних або афроамериканців |

До двох чи більше рас належало 19,5 %. Частка іспаномовних становила 2,4 % від усіх жителів.
За віковим діапазоном населення розподілялося таким чином: 14,6 % — особи молодші 18 років, 41,5 % — особи у віці 18—64 років, 43,9 % — особи у віці 65 років та старші. Медіана віку мешканця становила 55,5 року. На 100 осіб жіночої статі у селищі припадало 115,8 чоловіків;  на 100 жінок у віці від 18 років та старших — 94,4 чоловіків також старших 18 років.
Медіана доходів становила 35 000 доларів для чоловіків та 34 250 доларів для жінок. За межею бідності перебувало 12,8 % осіб, у тому числі 0,0 % дітей у віці до 18 років та 0,0 % осіб у віці 65 років та старших.
Цивільне працевлаштоване населення становило 18 осіб. Основні галузі зайнятості: освіта, охорона здоров'я та соціальна допомога — 55,6 %, публічна адміністрація — 16,7 %, транспорт — 11,1 %, фінанси, страхування та нерухомість — 5,6 %.